# Eat the Rich
Eat the Rich is een nummer van de Amerikaanse rockband Aerosmith uit 1993. Het is de tweede single van hun elfde studioalbum Get a Grip.
Het nummer had het meeste succes in het Verenigd Koninkrijk, waar het de 34e positie behaalde. Ondanks dat het nummer flopte in Amerika, en ook in het Nederlandse taalgebied geen hitlijsten behaalde, werd het nummer wel populair onder de fans van Aerosmith. Tijdens de Get a Grip-tour kon de band dan ook op laaiend enthousiaste reacties van het publiek rekenen, toen "Eat the Rich" werd ingezet als openingsnummer.